# Szukszun
Szukszun (oroszul: Суксун) városi jellegű település Oroszország Permi határterületén, a Szukszuni járás székhelye.
Lakossága: 8022 fő (a 2010. évi népszámláláskor).

## Fekvése
A Permi határterület délkeleti részén, Permtől 145 km-re délkeletre, a Szukszun(csik) (a Szilva mellékfolyója) partján terül el. A legközelebbi vasútállomás a 33 km-re lévő Uszty-Kisertyben van.
Neve a folyónévből származik, a tatár сыук су jelentése: 'hideg víz'.

## Története
A település az Akinfij Nyikityics Gyemidov által 1727-ben alapított (1729-ben üzembe helyezett) rézolvasztó és vasgyártó manufaktúra mellett jött létre. Itt építették és bocsátották vízre 1845-ben az Urál vidékének első vastestű gőzhajóját. A 19. század közepén Tulából érkezett mesterek meghonosították a réz szamovárok és teáskészletek gyártását. A 19. század utolsó harmadában gyógyfürdő is működött. 1893-ban a gyárat permi hajótulajdonosok (a Kamenszkij testvérek) vásárolták meg. Egyikük a 20. század elején az igazgatósági (a Gyemidovoktól 1861 után megvásárolt) épületet eklektikus stílusú kastéllyá alakította át, mely száz éven át a falu nevezetessége volt. 2001-ben leégett.
Szukszun 1933-ban kapott városi jellegű település rangot. 1924-ben lett járási székhely és kisebb megszakításokkal (1932–1935 és 1963–1964 között) az is maradt.

## Gazdasága
A háborús események miatt 1941 nyarán ide evakuálták a vityebszki szemüveggyárat, mely a háború után évtizedeken át optikai és mechanikai gyárként üzemelt. A 2010-es évek közepén megváltozott profillal, részvénytársasági formában működött.
1969-ben a városban fémárugyárat alapítottak (Elektropribor), a vállalatból alakult Szukszuni Szamovár Rt. 1993–2006 között folytatta tevékenységét, majd megszűnt. A település központjában szamovárt ábrázoló fémszoborral örökítették meg emlékét. 